# Echinodontium
Echinodontium là một chi nấm thuộc họ Echinodontiaceae.

## Các loài
- Echinodontium ballouii (Banker) H.L. Gross (1964)
- Echinodontium japonicum Imazeki (1935)
- Echinodontium ryvardenii Bernicchia & Piga (1998)
- Echinodontium tinctorium (Ellis & Everh.) Ellis & Everh. (1900)
- Echinodontium tsugicola (Henn. & Shirai) Imazeki (1935)